# Lincroft
Lincroft sarà un processore Intel alla base della quarta generazione della piattaforma pensata per il segmento dei sistemi ultra portatili UMPC, MID e Smartphone e, sebbene inizialmente previsto per il secondo trimestre 2009, è stato poi rimandato alla prima parte del 2010. La nuova piattaforma si chiamerà Moorestown e consentità a Lincroft di diventare il successore della CPU Silverthorne, alla base della precedente Menlow. Non è ancora chiaro se per Lincroft e la sua piattaforma Moorestown verranno poi utilizzato gli stessi nomi commerciali introdotti con i rispettivi predecessori, ovvero, Atom e Centrino Atom.

## Obiettivi di Lincroft
Al pari del predecessore Silverthorne, che è stata la prima CPU ad essere stata sviluppata espressamente per l'integrazione nei sistemi ultra portatili UMPC e MID, Lincroft punterà a rafforzare la posizione dominante di Intel in questo settore. Inoltre, grazie alle dimensioni particolarmente contenute che avrà l'intera piattaforma, punterà ad entrare anche nel segmento degli Smartphone, precluso al predecessore, non tanto per le dimensioni fisiche della CPU, quanto per le dimensioni del chipset Poulsbo, che viene realizzato a 130 nm e non può al momento trovare spazio in tali dispositivi.
È da evidenziare che ancora una volta il nome commerciale "Atom" verrà utilizzato da Intel anche per l'evoluzione del processore Diamondville, ovvero la particolare versione di Atom pensata per i sistemi desktop e mobile di fascia ultra economica, e che è conosciuto attraverso il nome in codice di Pineview; si tratterà di una CPU che vedrà la propria architettura direttamente basata su quella di Lincroft, come del resto è già accaduto per Diamondville nei confronti di Silverthorne.

## Caratteristiche tecniche
Il predecessore di Lincroft, Silverthorne, ha portato con sé una piccola rivoluzione nel settore dei dispositivi ultra portatili, in quanto è stato espressamente sviluppato per l'integrazione in sistemi UMPC, e non derivato da progetti pensati per altri settori come quello Notebook. Lincroft ne porterà con sé una ancora più rivoluzionaria in quanto sarà una CPU del tipo System on a Chip (SoC) consentendo un ulteriore e deciso passo avanti nell'ottimizzazione generale dell'efficienza di tali sistemi.
Lincroft viene considerato un SoC in quanto integrerà non solo il core di elaborazione (che sarà un'evoluzione di quello alla base di Silverthorne e conosciuto come Bonnell), ma anche tutti gli altri sistemi, come il chipset, il sottosistema grafico e il controller di memoria RAM, in un unico chip a 45 nm, promettendo consumi fino a 20 volte inferiori rispetto alle soluzioni attualmente in commercio (appartenenti alla piattaforma di seconda generazione McCaslin e basate sul processore Stealey) e 10 volte inferiori rispetto ai sistemi ultra portatili basati sulla piattaforma che andrà a sostituire, Menlow, e quindi sul proprio predecessore Silverthorne.
Lincroft verrà poi affiancato dal chip Langwell che si occuperà della gestione dell'I/O e che viene per questo indicato da Intel come un "Communications Hub". La connessione tra la CPU e il "Communications Hub" vedrà l'abbandono del tradizionale bus in favore di un collegamento Direct Media Interface (DMI), già utilizzato in passato da Intel per collegare northbridge e southbridge dei tradizionali chipset.

## Lincroft anche per Apple iPhone?
A ottobre 2007 era stato annunciato che forse nel 2009 la futura versione dell'Apple iPhone potrebbe essere basato sulla piattaforma Moorestown (e quindi sul processore Lincroft) al posto dell'attuale processore di tipo ARM, in modo da poter aumentare la durata della batteria e contemporaneamente offrire livelli prestazionali decisamente superiori agli attuali. Ovviamente questo richiederebbe la ri-compilazione del sistema operativo alla base dell'iPhone, operazione che peraltro Apple aveva già affrontato nel 2006 con il suo macOS in seguito alla decisione di abbracciare l'architettura Intel per i suoi sistemi al posto di quella PowerPC di IBM.

## Il successore
Il successore di Lincroft dovrebbe essere Medfield, che sarà ancora un SoC realizzato però a 32 nm e in grado di svolgere anche le funzioni di I/O in modo da non aver bisogno di essere affiancato ad un chip aggiuntivo come Langewell.
Durante l'Intel Developer Forum che si è svolto ad agosto 2008, Intel ha dichiarato di essere impegnata nello sviluppo di ben 15 progetti SoC, destinati a diversi settori di mercato e tra questi si può citare anche il chip Canmore, presentato propri durante l'evento ma destinato ai dispositivi di elettronica di consumo.